# Psychotria nudiceps
Psychotria nudiceps är en måreväxtart som beskrevs av Paul Carpenter Standley. Psychotria nudiceps ingår i släktet Psychotria och familjen måreväxter. Inga underarter finns listade i Catalogue of Life.